# 聖ボナヴェントゥーラの遺体安置
『聖ボナヴェントゥーラの遺体安置』（せいボナヴェントゥーラのいたいあんち、仏: Exposition du corps de saint Bonaventure、英: Displaying the Body of Saint Bonaventure）は、スペインのバロック絵画の巨匠フランシスコ・デ・スルバランが1629年にキャンバス上に油彩で描いた絵画である。スコラ学者でフランシスコ会士であった聖ボナヴェントゥーラを描いた連作のうちの1点で、画面の対角線上に彼の遺体が表されている。ニコラ＝ジャン・ド・デュ・スールトによりセビーリャからフランスに持ち去られ、1858年以降、パリのルーヴル美術館に所蔵されている。

## 歴史
スルバランがフランシスコ会のサン・ブエナベントゥーラ附属教会の装飾という大きな仕事への参加を求められたのは、おそらく1628年末のことである。この仕事は最初、年長の同時代の画家フランシスコ・デ・エレーラ (父) に与えられたものであったが、メルセダリオス・カルサードス会との仕事の契約 (『聖ペドロ・ノラスコの幻視』を参照) を終えたばかりのスルバランも加わり、2人の画家はそれぞれ4点ずつを制作することとなった。本作以外の他の3作品は、『リヨン公会議における聖ボナヴェントゥーラ』 (ルーヴル美術館) 、『聖ボナヴェントゥーラと天使』 (アルテ・マイスター絵画館、ドレスデン) 、そして、ベルリン絵画館に所蔵されていたが、1945年に焼失した『十字架の前の聖ボナヴェントゥーラと聖トマス・アクィナス』である。

## 作品

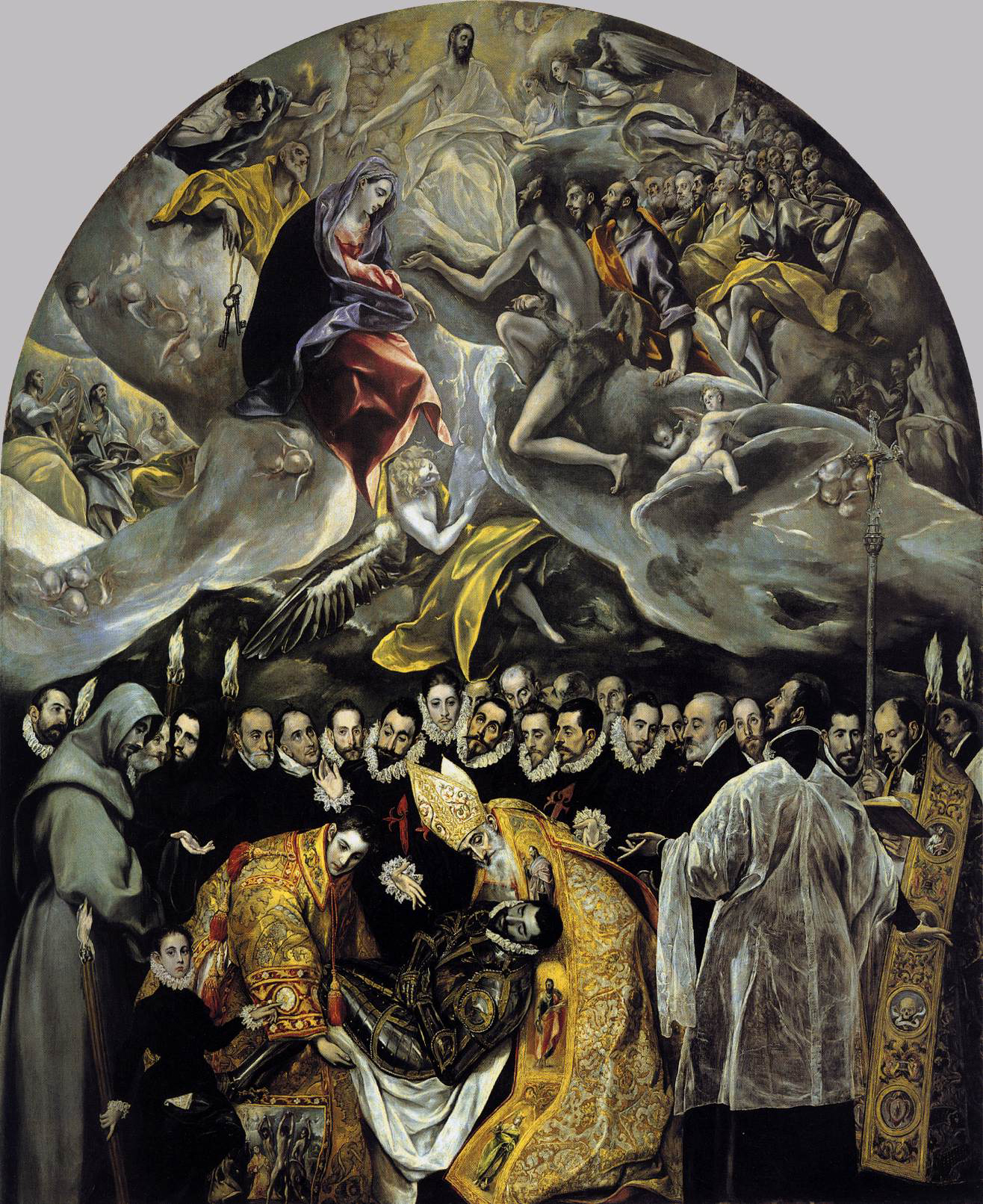
エル・グレコ『オルガス伯の埋葬』(1586-1588年) サント・トメ教会 (トレド)

聖ボナヴェントゥーラ、本名ジョヴァンニ・ダ・フィダンツァ (Giovanni da Fidanza, 1221-1274年) は、第2リヨン公会議中の1274年7月15日に急死した。その死を描く本作は上記の8点の連作中最後の逸話となっている。納棺前の純白の法衣に包まれた聖人の遺骸は画面対角線上に置かれた台に横たわり、台は金と赤色の豪奢な布で覆われている。描かれているのは葬儀の場面ではなく、遺骸の周囲で人々が悼んでいる場面である。公会議の列席者やフランシスコ会の聖職者たち、アラゴン王ハイメ1世、教皇グレゴリウス10世などの人物がおり、会話をしている。悲しみに沈む彼らの表情は、棺を覆うきらびやかな布、赤い帽子、そして大胆な構図とあいまって、宗教劇を思わせる独特の雰囲気を生み出している。
この作品は、エル・グレコの『オルガス伯の埋葬』 (サント・トメ教会、トレド) やディエゴ・ベラスケスの『ブレダの開城』 (プラド美術館) などとともにスペイン絵画には少ない集団肖像画のうちの1点である。本作には、『オルガス伯の埋葬』に似た点がいくつか認められる。どちらの作品も奥行きが浅く、ほとんどフリーズのような人物配置である。さらに、それらの人物たちは画面斜めに置かれた遺骸の周囲に集められている。また、過去と現在の人物を同一画面に融合している点も同じである。最後に、非常に色鮮やかな装飾模様の部分と、黒色もしくは白色の部分がコントラストをなし、それが狭い空間のうちに様々な深さの面を作り出していることでも共通している。これらの共通の特質は偶然とはいえ、スルバランが16世紀末の構造原理を好んで用いていることを明らかにするものである。
なお、スルバランの絵画において、肖像画は重要な位置を占めていない。しかし、本作の人物たちの顔は長い卵形というスルバランの好みに合致しているとはいうものの、それぞれの相貌と表情は驚くほど写実的で個性化されており、画家は現実の人物をモデルにして写生したに違いない。